# Tunn grupp (algebraisk gruppteori)
Inom algebraisk gruppteori, en del av matematiken, är en tunn grupp en diskret Zariskität delgrupp av G(R) som har oändlig kovolym, där G är en halvenkel algebraisk grupp över reella talen.
Teorin av "gruppexpansion" för vissa tunna grupper har använts till aritmetiska egenskaper av Apollonska cirklar och i Zarembas förmodan.